# Liste der höchsten Bauwerke in Riga
Diese Liste der höchsten Bauwerke in Riga enthält alle Bauwerke sowie Hochhäuser der lettischen Hauptstadt Riga ab einer Höhe von 80 Metern. Rigas höchstes Konstrukt ist der Fernsehturm, welcher mit insgesamt 368,5 Metern auch das höchste, nicht abgespannte Bauwerk der Europäischen Union ist.
| Nr | Name                                     | Höhe   | Eröffnung | Bemerkungen | Foto |
| -- | ---------------------------------------- | ------ | --------- | --- | ---- |
| 1  | Fernsehturm Riga                         | 368,5  | 1986      | Höchster Fernsehturm der Europäischen Union                                                                       |      |
| 2  | Z-Tower I                                | 135,2  | 2015      | Wird bei seiner Fertigstellung das höchste Hochhaus Rigas sein                                                    |      |
| 3  | Petrikirche                              | 123,25 | 1973      | Erstmals 1209 erwähnt und durch den Zweiten Weltkrieg zerstört. Der Wiederaufbau begann 1973.                     |      |
| 4  | Saules Akmens                            | 122,78 | 2004      | Zentrale der Swedbank in Lettland. Wird bis zur Fertigstellung des Z-Towers I das höchste Hochhaus Rigas bleiben. |      |
| 5  | Z-Tower II                               | 121,9  | 2015      | Zweiter der beiden Doppeltürme der Z-Towers                                                                       |      |
| 6  | Panorama Plaza II                        | 114,0  | 2007      | Höchstes Gebäude des geplanten Hochhauskomplexes, bestehend aus vier Türmen.                                      |      |
| 7  | Pylon der Vanšu-Brücke                   | 109,0  | 1981      | Die Vanšu-Brücke war bei ihrer Fertigstellung mit 625 Metern die längste Schrägseilbrücke Europas.                |      |
| 8  | Hochhaus der Akademie der Wissenschaften | 108,0  | 1958      | Sitz der lettischen Akademie der Wissenschaften, erbaut im Sozialistischen Klassizismus                           |      |
| 9  | Panorama Plaza I                         | 99,8   | 2006      | Eins der beiden bereits fertiggestellten Hochhäuser des Gebäudekomplexes.                                         |      |
| 10 | Radisson Blu Hotel Lettland              | 98,3   | 1976      | Sitz der Hotelkette Radisson Blu und höchstes Hotelgebäude im Baltikum.                                           |      |
| 11 | Ministerium für Landwirtschaft           | 91,7   | 1976      | Das Hochhaus an der Düna beherbergt das Ministerium für Landwirtschaft und weitere Institutionen.                 |      |
| 12 | Dom zu Riga                              | 90,0   | 1776      | Ursprünglich 1211 erbaut, ist der Rigaer Dom eine der größten und bekanntesten Kirchen des Baltikums.             |      |
| 13 | TV Hochhaus                              | 89,0   | 1987      | |      |
| 14 | Jakobskirche                             | 86,0   | 1225      | |      |
| 15 | Astra Lux                                | 80,8   | 2007      | Das Astra Lux dient als Wohnhochhaus.                                                                             |      |